# 克里斯蒂安妮·恩德勒
克勞蒂亞·克里斯蒂安妮·恩德勒·穆蒂內利（西班牙語：Claudia Christiane Endler Mutinelli，1991年7月23日—）是智利職業女子足球運動員，司職守門員，現效力法國女子甲級足球聯賽球隊奧林匹克里昂。她曾擔任智利國家女子足球隊隊長，代表智利參加3次美洲女子國家盃，並帶領隊伍在2018年奪下亞軍。2019年，恩德勒帶領智利女足首度參加女子世界盃會內賽。
恩德勒曾效力智甲的奪冠熱門隊伍科洛科洛，2016年，她開始長年旅外尋求機會，首先在西甲的瓦倫西亞經過一賽季後，她於2017年開始效力法甲球隊巴黎聖日耳曼，2021年，她在生涯顛峰時期轉會至里昂。
恩德勒被公認是世上最佳的女子足球守門員之一。她曾獲得多項個人榮譽，包括於2017年獲得西班牙《馬卡報》頒發的萨莫拉奖，2019年至2022年之間入選4次前三名國際足協最佳女子門將（其中在2021年得獎），2021年至2022年連續兩度同時獲得IFFHS世界最佳女子門將、職業足球運動員全國聯盟年度最佳女子門將以及女子法甲年度最佳門將；團體方面曾連續3次入選國際足協年度最佳陣容（2020年、2021年、2022年）、2次IFFHS世界年度最佳女子陣容（2021年、2022年），以及在2021年入選IFFHS南美洲十年最佳女子陣容（2011–2020年）。

## 外部連結
- 克里斯蒂安妮·恩德勒－UEFA國際賽競賽紀錄
- 克里斯蒂安妮·恩德勒 – FIFA國際賽競賽紀錄 (存檔)
- 克里斯蒂安妮·恩德勒 （页面存档备份，存于）在巴黎聖日耳曼
- 克里斯蒂安妮·恩德勒 （页面存档备份，存于）在智利國家女子足球隊
- 克里斯蒂安妮·恩德勒 （页面存档备份，存于）在南佛羅里達公牛（英语：South Florida Bulls women's soccer）
- Soccerway資料庫：克里斯蒂安妮·恩德勒